# Schansspringen op de Olympische Winterspelen 1928

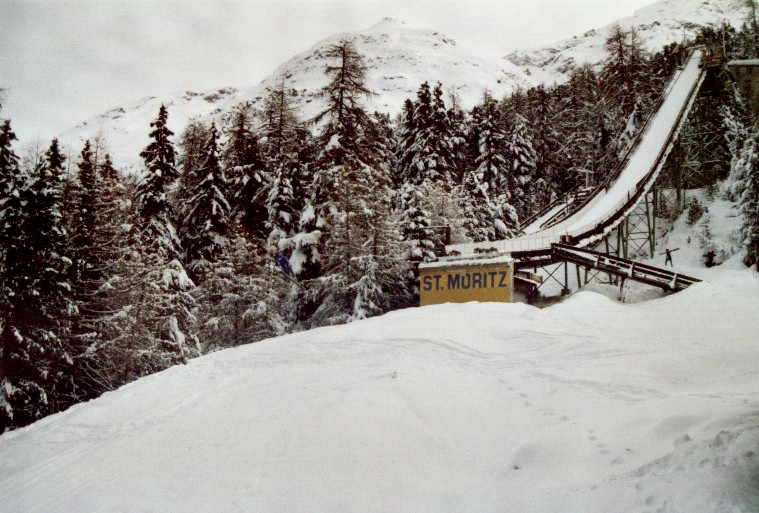
de Olympische schans in 2002

Schansspringen is een van de sporten die beoefend werden tijdens de Olympische Winterspelen 1928 in St. Moritz, Zwitserland. 

## Heren
| rang   | sporter(s)          | land | sprong 1 | sprong 2 | totaal |
| ------ | ------------------- | ---- | -------- | -------- | ------ |
| Goud   | Alf Andersen        | NOR  | 60.0     | 64.0     | 19.208 |
| Zilver | Sigmund Ruud        | NOR  | 57.5     | 62.5     | 18.542 |
| Brons  | Rudolf Burkert      | TCH  | 57.0     | 59.5     | 17.937 |
| 4      | Axel-Herman Nilsson | SWE  | 53.5     | 60.0     | 16.937 |
| 5      | Sven-Olof Lundgren  | SWE  | 48.0     | 59.0     | 16.708 |
| 6      | Rolf Monsen         | USA  | 53.0     | 59.5     | 16.687 |
| 7      | Sepp Mühlbauer      | SUI  | 52.0     | 58.0     | 16.541 |
| 8      | Ernst Feuz          | SUI  | 52.5     | 58.5     | 16.458 |